# Samoupravna interesna zajednica
Samoupravna interesna zajednica (SIZ) bila je oblik samoupravne organizacije u Socijalističkoj Federativnoj Republici Jugoslaviji putem koje su radnici i zainteresirani pripadnici javnosti (npr. korisnici usluga) mogli zajednički djelovati te sudjelovati u odlučivanju o obavljanju neke djelatnosti na područjima obrazovanja, znanosti, kulture, zdravstva, socijalne zaštite ili drugih društvenih područja. Njihova je temeljna svrha bila »zadovoljavanje i usklađivanje onih osobnih i zajedničkih potreba« koje se ne uspijeva zadovoljiti neinstitucionaliziranim putevima poput tržišne razmjene ili drugih »nesolidarnih principa«. Smatrane su »neotuđivim pravom radnika« potrebnim za »prevladavanje etatističkih, budžetsko-fondovskih posredovanja« u individualnim i zajedničkim društvenim poslovima.
SIZ je predstavljao društvenu pravnu osobu i prema zakonu SR Hrvatske (NN 12/75) bilo je obavezno registrirati zajednicu te svako udruženje zajednica u registar organizacija udruženog rada kako bi se potvrdila ispravnosti osnivanja, stekla pravna osobnost te vodila evidencija o samome sustavu ovih zajednica. Registracija zajednica zahtijevala je zapis naziva, sjedišta, datuma osnivanja i konstituiranja zajednice, imena ovlaštenih zastupnika i granice njihovih ovlasti.

## Vrste
Osnovna podjela samoupravnih interesnih zajednica jest ona na SIZ društvenih djelatnosti te SIZ djelatnosti materijalne proizvodnje. Pritom je Ustav SR Hrvatske člancima 65. – 72. propisivao osam vrsta samoupravnih interesnih zajednica:
- u odgoju, obrazovanju, znanosti, kulturi, zdravstvu, socijalnoj zaštiti i dr.
- u mirovinskom, invalidskom i drugim socijalnim osiguranjima
- u stambenim zajednicama
- u komunalnim djelatnostima
- u vodoprivredi (za vodozaštitu, vodoopskrbu, melioraciju i zaštitu voda; sve ujedinjene u jednu Republičku vodoprivrednu interesnu zajednicu)
- u cestovnim djelatnostima (za korištenje, održavanje, rekonstrukciju i izgradnju javnih cesta)
- u elektroprivredi (za objekte i postrojenja za proizvodnju, prijenos i distribuciju električne energije; obavezna je jedinstvena Republička samoupravna interesna zajednica korisnika električne energije, kao i osnivanje Zajednice organizacija udruženog rada elektroprivrede u Republici za koordinaciju svih manjih SIZ)
- u prometu i materijalnoj proizvodnji za neophodne potrebe.

Pritom je člankom 73. omogućeno osnivanje SIZ-a za određeno područje, koje može biti članom širih interesnih zajednica ili saveza, a postojala je pravna osnova i za uspostavljanje SIZ-a u drugim područjima po potrebi.

## Zakon
Samoupravne interesne zajednice definirao je članak 390. Zakona o udruženom radu. Ustavno su definirane amandmanima iz 1971. godine, a daljnja razrada donesena je u Ustavu SFRJ iz 1974. godine, u III. dijelu Osnovnih načela te člancima 16., 51. – 59., 110 – 113. Posljedično se našla i u republičkim ustavima, pa je tako Ustav Socijalističke Republike Hrvatske o SIZ govori u III. dijelu Osnovnih načela i člancima 16., 64. – 76., 152. – 156.